# Gilbert Shelton
Gilbert Shelton (nascido em 31 de Maio de 1940) é um cartunista e músico americano, membro-chave do movimento underground comix. Ele é o criador dos personagens ícones underground The Fabulous Furry Freak Brothers, Fat Freddy's Cat, e Wonder Wart-hog.

## Biografia

### Anos iniciais e educação
Shelton nasceu em Houston, Texas. Formou-se na Lamar High School , em Houston. Ele frequentou as universidades de Washington and Lee, Texas A&M University e a Universidade do Texas em Austin, onde recebeu seu diploma de bacharel em ciências sociais, em 1961. Seus primeiros desenhos foram publicados, na revista de humor da Universidade do Texas The Texas Ranger.

### Carreira
Logo após a formatura, Shelton mudou-se para Nova York e trabalhou como na edição de revistas automotivas, onde ele passava seus desenhos para impressão. Seus primeiros trabalhos foram publicados na revista Help! da Warren Publishing A ideia para o personagem Wonder Wart-hog, uma paródia suína do Superman, veio em 1961. No ano seguinte, Shelton mudou-se de volta para o Texas para se inscrever na pós-graduação e obter uma dispensa de estudante do alistamento militar.As duas primeiras histórias de Wonder Wart-hog apareceram em Bacchanal, uma revista universitária de curta duração, na primavera de 1962. Nesse mesmo ano, ele publicou (o zine) The Adventures of Jesus, por Foolbert Sturgeon, um dos primeiros underground comix. Em seguida, ele se tornou o editor da The Texas Ranger e publicou mais histórias de The Wonder Wart-hog.
Depois de mudar de escola de pós-graduação a escola de arte (onde ele fez amizade com a cantora Janis Joplin) por dois anos, ele finalmente foi alistado, mas os médicos do Exército o declararam clinicamente inadequado depois que ele admitiu tomar drogas psicodélicas.[carece de fontes?] Depois, em 1964 e 1965, ele passou algum tempo em Cleveland, onde sua namorada Pat Brown (outra formanda da UT) estava indo para o Instituto de  Arte de Cleveland . Ele se candidatou a um emprego na empresa de cartões comemorativos American Greeting Card Company (onde um colega quadrinist, Robert Crumb, trabalhara), mas foi rejeitado.[carece de fontes?]
O período de 1965-1968 foi itinerante, para Shelton: ele se mudou para Nova York para trabalhar para o jornal alternativo East Village Other, e para Los Angeles para trabalhar para o Los Angeles Free Press. Todo este tempo, Shelton, tornou-se diretor de arte para a Vulcan Gas Company, uma casa de espetáculos de rock em Austin, Texas, onde ele trabalhou com Jim Franklin. Ele criou uma série de cartazes no estilo de artistas contemporâneos da Califórnia como Victor Moscoso e Rick Griffin. Depois de um ano nesse emprego, ele se mudou para San Francisco em 1968, na esperança de que, estando mais próximo da ação iria permitir que ele fizesse mais cartazes; como descobriu, ele finalmente teve sua oportunidade no mundo dos underground comix.
Nesse mesmo ano, a Millar Publishing Company, que publicava regularmente histórias de  Wonder Wart-hog desde 1966, publicou duas edições do Personagem. 140 000 cópias de cada, foram impressas, mas os distribuidores não buscaram a revista, e apenas 40 000 de cada uma foram vendidos.[carece de fontes?]
Em 1968 Shelton autopublicou  Feds 'n' Heads, uma coleção de tiras publicadas pela primeira vez no jornal alternativo Rag (Feds'n'Heads mais tarde foi reimpressa várias vezes pela Print Mint), Feds 'n' Heads publicou Wonder Wart-Hog e aquela que se tornou sua tira mais famosa, The Fabulous Furry Freak Brothers. Shelton criou uma tira derivada, Fat Freddy's Cat em 1969, quando ele também co-fundou a Rip Off Press com três colegas texanos "expatriados": Fred Todd, Dave Moriaty, e o cartunista Jack Jackson.
Shelton era também um colaborador regular da revista Zap Comix e outros títulos underground, incluindo  Bijou Funnies, Yellow Dog, Arcade, The Rip Off Review of Western Culture, e Anarchy Comics
Ele fez a arte da capa para o álbum de 1973 Doug Sahm e Banda, bem como o álbum de 1978 do Grateful Dead, Shakedown Street.
Ele também ilustrou a capa da compilação da clássica revista de computação The Best of Creative Computing Volume 2 , em 1977.
Seu trabalho mais recente, em colaboração com o francês, o cartunista Pic, é Not Quite Dead, que apareceu em Rip Off Comix #25 (Rip Off Press, Inverno de 1989) e em seis quadrinhos Not Quite Dead. Uma nova história do Wonder Wart-hog apareceu em Zap Comix #15 (Last Gasp, 2005), bem como no box set The Complete Zap  (Fantagraphics, 2014), que continha Zap #16; e uma nova história de Fabulous Furry Freak Brothers foi publicada na Zap #16.

### Música
Em 1966 Shelton formado o Gilbert Shelton Ensemble e lançou um disco de 45 rotações pela ESP Registros,  "If I Was A Hells Angel" e "Southern Stock Car Man.
Desde que se mudou para a França, Shelton tornou-se parte de um grupo de  rhythm and blues , a Blum Brothers, com Shelton nos vocais e piano. O colega cartunista, músico Bruno Blum também é integrante da banda, que produziu um (até então inédito) álbum completo. A BlumBrothers tocou regularmente no Jockomo, um bar de estilo Nova Orleans no 11 º arrondissement de Paris, mas, como vários outros bares na Rue Saint Maur desde setembro de 2008, o Jockomo teve de parar com as apresentações de música ao vivo devido as reclamações de vizinhos.[carece de fontes?]

### Vida pessoal
Shelton e sua esposa,a agente literária Lora Fountain, mudaram-se de San Francisco em 1979. Eles residiram em Barcelona, Espanha durante 1980-1981, e se mudaram para a França em 1984.

### The Fabulous Furry Freak Brothers
- The Fabulous Furry Freak Brothers (13 edições, Rip Off Press, 1971-1997) — com Dave Sheridan (1974-1982) e Paul Mavrides (1978-1997)
- Thoroughly Ripped with the Fabulous Furry Freak Brothers and Fat Freddy's Cat! (Rip Off Press, 1978) ISBN 9780896200777. Há 2 edições, uma com um jogo de tabuleiro, e uma sem
- Metro Clássicos #1 (Rip Off Press, 1985) — intitulado "The Fabulous Furry Freak Brothers #0"
- A Completa Fabulous Furry Freak Brothers, Volume One (Knockabout Comicss, 2001) ISBN 0-86166-146-X — reimpressões The Fabulous Furry Freak Brothers #0-7 e 12
- The Complete Fabulous Furry Freak Brothers, Volume Dois (Knockabout Quadrinhos, 2003) ISBN 0-86166-149-4 — reimpressões de The Fabulous Furry Freak Brothers #8 a 11 e 13
- The Fabulous Furry Freak Brothers Omnibus (Knockabout Quadrinhos, De 2008)

### Fat Freddy's Cat
- The Collected Adventures of Fat Freddy's Cat and his Friends (Gilbert Shelton, 1975)
- The Adventures of Fat Freddy's Cat (Knockabout Comics, 1977) ISBN 0-8296-0054-X — reprints the four small Adventures of ... " comix except for 4 strips from #2 and 1 strip from #3
- The Adventures of Fat Freddy's Cat Book 1 (Rip Off Press, 1977)
- The Adventures of Fat Freddy's Cat Book 2 (Rip Off Press, 1977)
- The Adventures of Fat Freddy's Cat Book 3 (Rip Off Press, 1977)
- The Adventures of Fat Freddy's Cat Book 4 (Rip Off Press, 1980) — titled "The Burning of Hollywood"
- The Adventures of Fat Freddy's Cat Book 5 (Rip Off Press, 1980)
- More Adventures of Fat Freddy's Cat (Rip Off Press, 1981) ISBN 0-89620-057-4 — reprints 91 one-page strips
- Fat Freddy's Comics & Stories (2 issues, Rip Off Press, 1983–1985)
- The Fat Freddy's Cat Omnibus (Knockabout Comics, 2009) ISBN 0-86166161-3 — reprints The Adventures of Fat Freddy's Cat #1-7, The Fabulous Furry Freak Brothers #1-6

### Outros títulos
- Feds 'N' Heads (autopublicação, 1968) — reimpressa em múltiplas tiragens pela editora Print Mint
- Underground Classics #12: "Gilbert Shelton in 3D" (Rip Off Press, 1990)
- Philbert Desanex' Dreams (Rip Off Press, 1993)
- Not Quite Dead (6 edições, Rip Off Press, 1993–1966; Knockabout Comics, 2005–2010) — with Pic

### Entrevistas
- «i_shelton»
- "Cartoonist and Underground Comix Artist Gilbert Shelton" on Rag Radio, interviewed by Thorne Dreyer, March 9, 2010.
- Video Interview with Gilbert Shelton on oc-tv.net